# Przejście graniczne Kaczyce Dolne-Karviná Ráj I
Przejście graniczne Kaczyce Dolne-Karviná Ráj I – polsko-czeskie przejście graniczne na szlaku turystycznym położone w województwie śląskim, w powiecie cieszyńskim, w gminie Zebrzydowice, w miejscowości Kaczyce, zlikwidowane w 2007.

## Opis
Przejście graniczne Kaczyce Dolne-Karviná Ráj I w rejonie znaku granicznego nr I/114 (III/114) zostało utworzone 21 stycznia 2005. Czynne było przez cały rok: w okresie wiosenno-letnim (kwiecień–wrzesień) w godz. 8.00–20.00, a w drugiej połowie roku w godz. 8.00–18.00. Dopuszczony był ruch pieszych i rowerzystów. Odprawę graniczną i celną wykonywały organy Straży Granicznej. Kontrolę graniczną osób, towarów i środków transportu wykonywała Graniczna Placówka Kontrolna Straży Granicznej w Zebrzydowicach (GPK SG w Zebrzydowicach).
Do przejścia granicznego można było dojechać w miejscowości Kaczyce ulicą Tuwima.
21 grudnia 2007 na mocy układu z Schengen przejście graniczne zostało zlikwidowane.
Do przekraczania granicy państwowej z Republiką Czeską na szlakach turystycznych uprawnieni byli obywatele następujących państw:

1. Republika Austrii
2. Królestwo Belgii
3. Republika Grecji
4. Królestwo Danii
5. Republika Estonii
6. Republika Finlandii
7. Republika Francuska
8. Królestwo Hiszpanii
9. Królestwo Niderlandów
10. Państwo Izrael
11. Japonia
12. Republika Irlandii
13. Republika Islandii
14. Kanada
15. Wielkie Księstwo Luksemburga
16. Republika Litewska
17. Republika Łotewska
18. Republika Federalna Niemiec
19. Królestwo Norwegii
20. Republika Portugalska
21. Republika Słowacka
22. Republika Słowenii
23. Stany Zjednoczone Ameryki Północnej
24. Konfederacja Szwajcarska
25. Królestwo Szwecji
26. Republika Węgierska
27. Zjednoczone Królestwo Wielkiej Brytanii i Irlandii Północnej
28. Republika Włoska
29. Republika Cypryjska[5]
30. Księstwo Liechtensteinu[5]
31. Republika Malty[5].

### Przejścia graniczne z Czechosłowacją
W okresie istnienia Czechosłowackiej Republiki Socjalistycznej funkcjonowało w tym miejscu polsko-czechosłowackie przejście graniczne małego ruchu granicznego Kaczyce Dolne-Karviná 1 Ráj  – I kategorii. Zostało utworzone 13 kwietnia 1960. Czynne było całą dobę. Dopuszczony był ruch osób i środków transportu na podstawie przepustek z wszelkich względów przewidzianych w Konwencji. Kontrola celna wykonywana była przez organy celne. Kontrolę graniczną osób, towarów i środków transportu wykonywała kolejno: Strażnica WOP Zebrzydowice, Graniczna Placówka Kontrolna Zebrzydowice (GPK Zebrzydowice).
Formalnie przejście graniczne zostało zlikwidowane 24 maja 1985.
W okresie międzywojennym istniało polsko-czechosłowackie przejście graniczne Kaczyce-Raj (miejsce przejściowe po drogach ulicznych), na drodze celnej Kaczyce Małe (polski urząd celny Kaczyce-wieś) – Frystat (czechosłowacki urząd celny Raj obec). Dopuszczony był mały ruch graniczny. Przekraczanie granicy odbywało się na podstawie przepustek: jednorazowych, stałych i gospodarczych.

## Galeria

Przejście graniczne Kaczyce Dolne-Karviná Ráj I
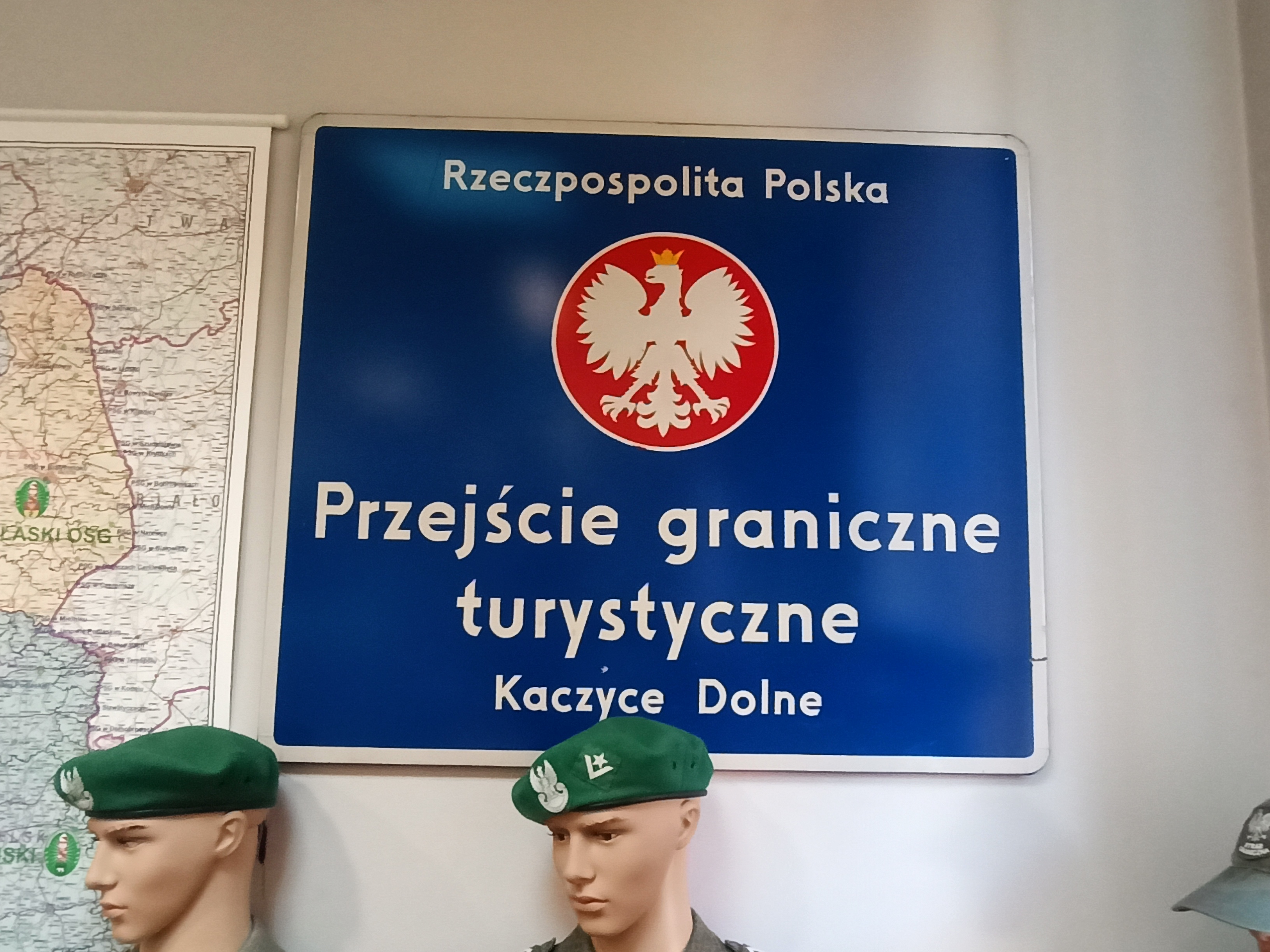
Tablica informacyjna Przejście graniczne turystyczne Kaczyce Dolne znajdująca się w Izbie pamięci Śląskiego Oddziału SG w  Raciborzu (luty 2024)
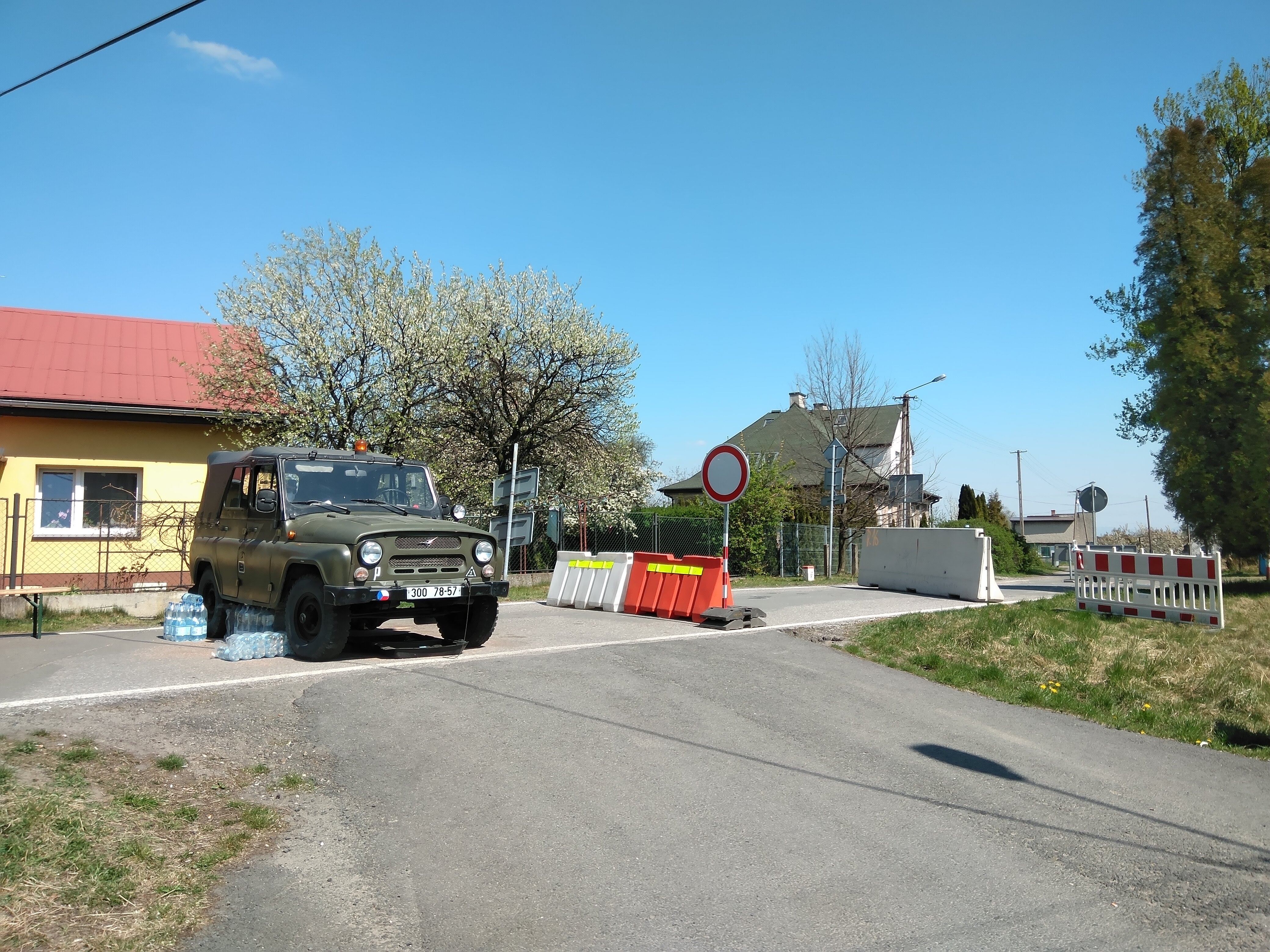
Podczas zamknięcia granic z powodu pandemii COVID-19 (kwiecień 2020)